# Андреевская (Вытегорский район)
Андреевская — деревня в Вытегорском районе Вологодской области. Входит в сельское поселение Девятинское, с точки зрения административно-территориального деления — в Девятинский сельсовет.
Деревня стоит на старом русле Вытегры и Девятинском перекопе — части Мариинской водной системы. Расстояние по автодороге до районного центра города Вытегра — 24 км, до центра муниципального образования села Девятины — 1 км.
Девятинский перекоп (площадь 300 га) в 1983 году внесён в Список особо охраняемых природных территорий Вологодской области как Государственный региональный геологический памятник природы.

## Население
| 2010 |
| ---- |
| 39   |

По переписи 2002 года — 51 человек (русские — 98 %).